# Catharina Kiers
Catharina Isabella Petrie-Kiers (Amsterdam, 27 maart 1839 – Den Haag, 13 februari 1930) was een Nederlands schilder, aquarellist en tekenaar.

## Leven en werk
Catharina Kiers kwam uit een kunstzinnige familie, ze was een dochter van de schilders Petrus Kiers en Elisabeth Haanen. Ook haar grootvader Casparis Haanen, broer George Lourens Kiers en diverse andere familieleden schilderden. Kiers woonde en werkte in Amsterdam, met een aantal jaren onderbreking in Assen (1858-1864). Ze schilderde en tekende vooral stillevens met bloemen en vruchten en gaf daarin les aan onder anderen Henriëtte Addicks. Ze was lid van Arti et Amicitiae, waarmee ze ook exposeerde, en nam deel aan de tentoonstellings-bazar van Vrouwelijke Nijverheid en Kunst (1871) in Delft en een aantal tentoonstellingen van Levende Meesters.
Kiers trouwde in 1881 met onderwijzer Cornelis Johannes Petrie (1829-1906), ook vermeld als Petri. Ze bleef ook na het huwelijk schilderen. Het paar woonde in Voorschoten (1882-1895) en Den Haag (1895-1910). Na het overlijden van haar man woonde ze enige tijd in Apeldoorn (-1913) en Amsterdam (1913-1917), tot ze in 1917 terugkeerde naar Den Haag. Ze overleed er op 90-jarige leeftijd en werd begraven op Nieuw Eykenduynen.

## Enkele werken

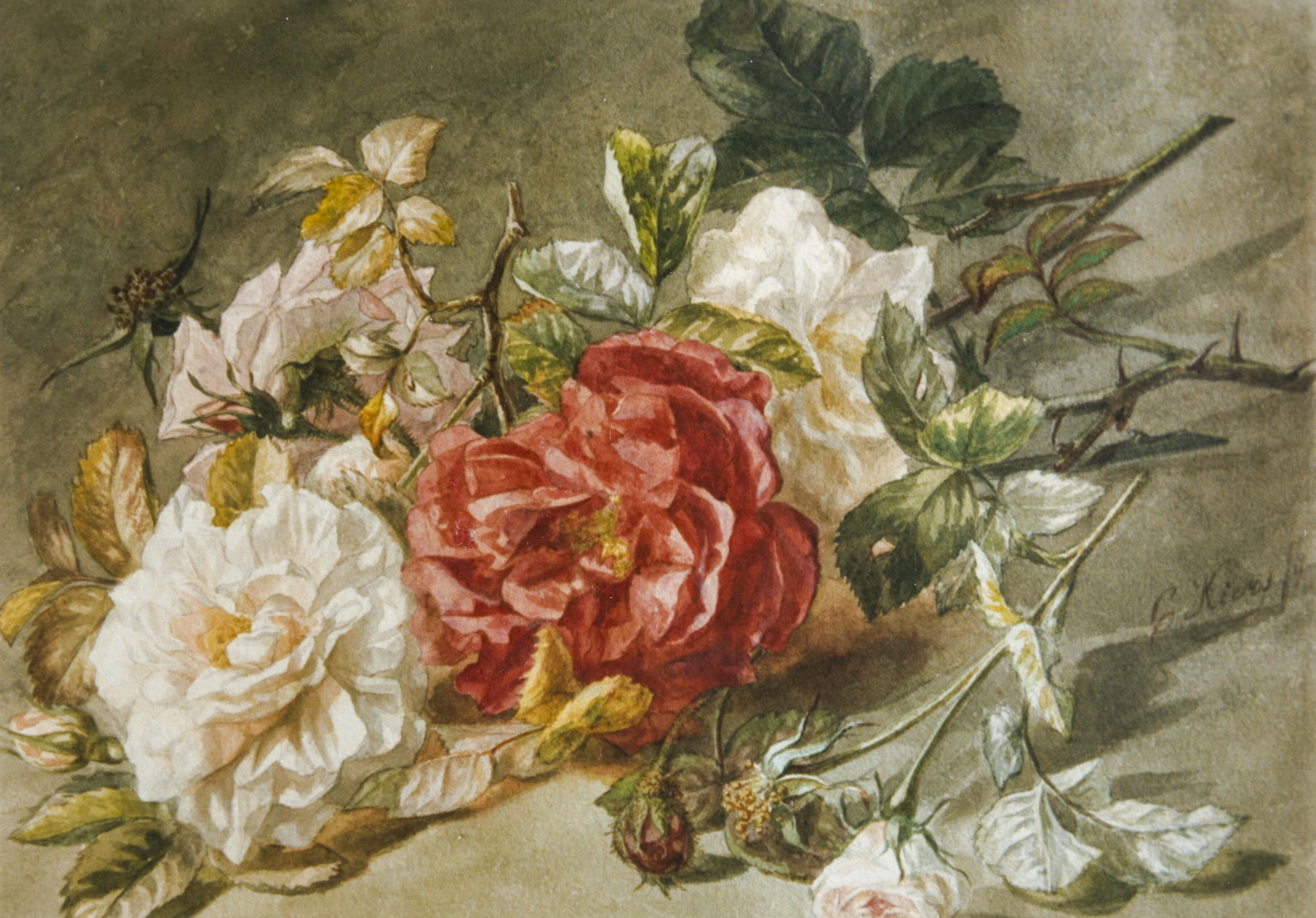
Bloemstilleven met rozen
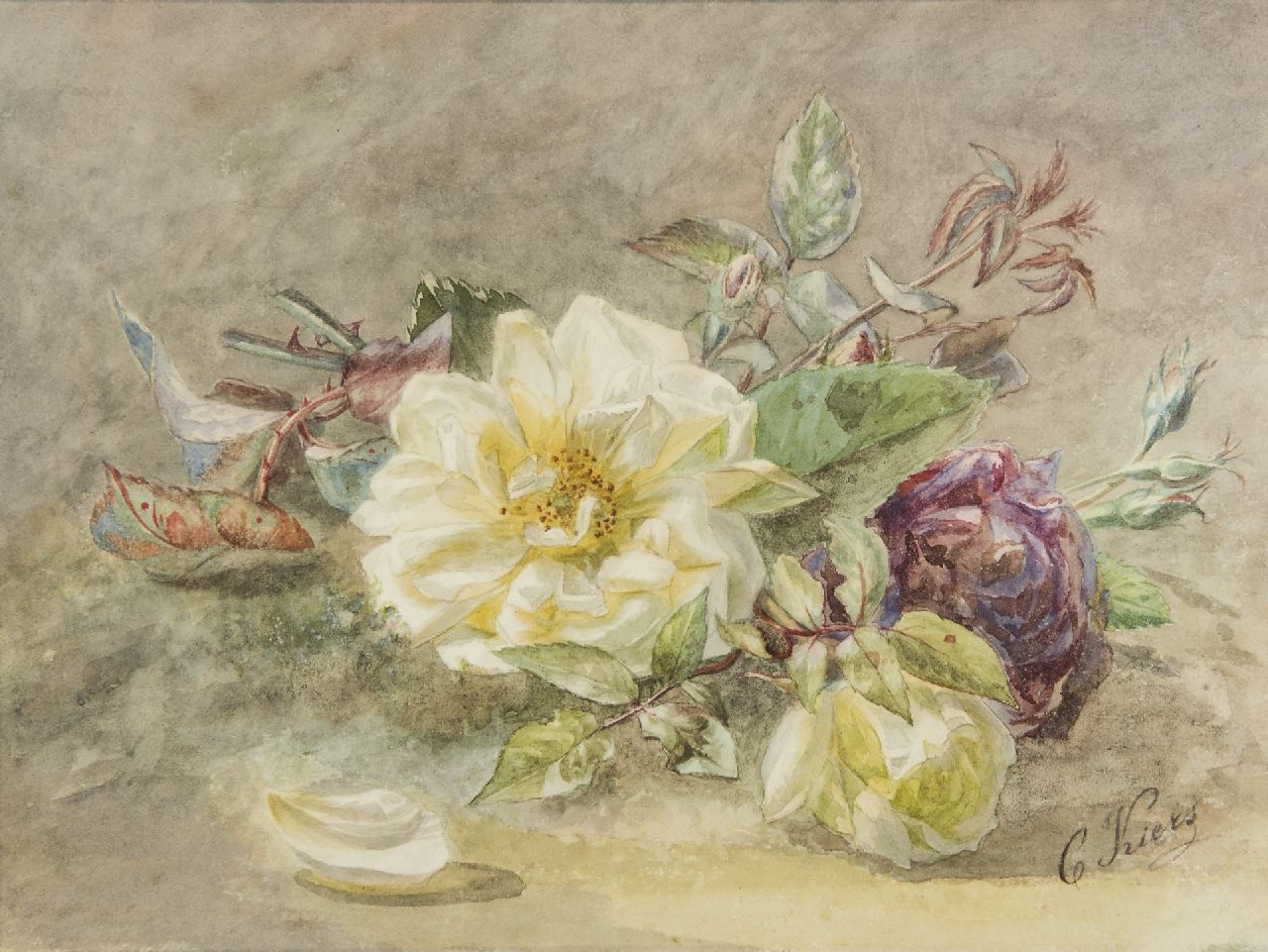
Rozentakken

- Biografisch Portaal: 53838880
- RKD-Nederlands Instituut voor Kunstgeschiedenis: 88613
- Union List of Artist Names: 500061868
- Virtual International Authority File: 96100829